# Mexikó spanyol meghódítása

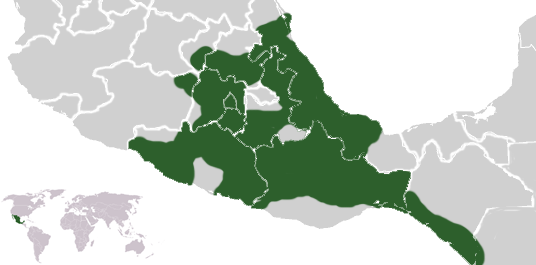
Az Azték Birodalom elhelyezkedése

Mexikó spanyol meghódítása, vagyis gyakorlatilag az Azték Birodalom leigázása Amerika spanyol gyarmatosításának egyik legfontosabb állomása volt. A hadjáratot Hernán Cortés spanyol konkvisztádor vezette.
A mai Mexikó területének meghódítása két, jól elkülönülő fázisban történt. Jelen cikk tárgya az első, 1519-től 1521-ig tartó hadjárat, amely az Azték Birodalom leigázását eredményezte. A Yucatán-félsziget meghódítására, amely szintén a mai Mexikó része, később került sor, és mintegy 170 évig tartott, mire az utolsó maja városállamot is sikerült leigázni.

## Előzmények

### AYucatán-félszigetfelfedezése, korai expedíciók
1517-ben Diego Velázquez de Cuéllar kubai kormányzó megbízta Francisco Hernández de Córdoba konkvisztádort, hogy három hajóból álló flotta élén vitorlázzon nyugat felé és fedezze fel a Yucatán-félszigetet. Córdoba partra is szállt a félszigeten, és találkozott az – ekkor még – barátságos majákkal. A spanyolok felolvasták (latin nyelven) a meghökkent bennszülötteknek az uralkodó, II. Ferdinánd proklamációját, amely a spanyol korona alattvalóinak nyilvánította őket, majd kettőt elfogtak közülük, hogy a spanyol nyelvet megtanulva a későbbiekben tolmácsul szolgáljanak. Ezt követően a maják éjszaka rajtaütöttek a spanyol táboron, húsz katonát megöltek és halálosan megsebesítették Córdoba parancsnokot is. A legénység maradéka visszamenekült Kubába. A balul sikerült expedíciót a rákövetkező évben újabb követte: Velázquez kormányzó ezúttal négy hajót szereltetett fel és bocsátott útjára unokaöccse, Juan de Grijalva parancsnoksága alatt. Grijalva hajói dél felé vitorlázva elérték az aztékok birodalmát a mai Tabasco mexikói szövetségi állam területén.

### A harmadik expedíció felszerelése a szárazföld felfedezésére

#### Velázquez Cortést nevezi ki parancsnoknak
Még mielőtt Grijalva visszatért volna, Velázquez egy újabb, az eddigieknél népesebb expedíció kiküldését határozta el a szárazföld felderítése céljából. Hernán Cortés, Velázquez egyik kegyence lett a parancsnok, a Kubában állomásozó konkvisztádorok nem kis irigységére, akik közül többen azonnal intrikálni kezdtek az újdonsült potentát ellen. A kormányzó a part mentén lakó bennszülöttekkel való békés kapcsolatteremtésre és kereskedelemre utasította Cortést. Ennek a fő oka valószínűleg nem az első expedíció sorsa miatti óvatosság volt, hanem az, hogy a kormányzó a hódítás dicsőségét maga szerette volna learatni. Azonban – ifjú éveiben Salamancában folytatott jogi tanulmányainak és híres tárgyalóképességének köszönhetően – Cortésnek sikerült elérnie, hogy a kormányzói parancsba bekerüljön egy mondat, amely vészhelyzetben bármilyen (előzetes kormányzói jóváhagyás nélküli) intézkedés megtételére feljogosította a parancsnokot, amennyiben „a birodalom érdekei ezt megkövetelik”. Cortés azonnal felismerte élete nagy lehetőségét, és nagy energiával látott az expedíció szervezésének. Hét hajóból álló flottát állított össze, jól felszerelt és kitűnően felfegyverzett legénységgel. Cortés saját vagyonának nagy részét is az expedíció felszerelésére fordította, sőt jelentős kölcsönöket is felvett. A költségek felét Velázquez kormányzó személyesen állta. A szokatlanul nagyszabású előkészületek fokozták a Kubában maradó konkvisztádorok ellenszenvét és Cortés ellen hangolták a közvéleményt. Mindenki tisztában volt a feladatban rejlő kivételes lehetőséggel, és irigyelte a megszerezhető vagyont, hírnevet és dicsőséget.

#### A kormányzó visszavonja parancsait
Az előkészületek előrehaladtával a kormányzó egyre gyanakvóbb lett. Mindvégig azt sejtette (nagyon helyesen), hogy akárki hódítja is meg a frissen felfedezett területeket, nagyobb dicsőségre és vagyonra tehet szert, mint bármilyen kubai kormányzó. Végül elhatározásra jutva megírta a Cortés leváltásáról rendelkező utasítást, és beosztottja, Luis de Medina gondjaira bízva elküldte a kikötőben készülődő parancsnoknak. Cortés sógora azonban lest vetett Medinának, meggyilkolta, és a levelet Cortéshez vitte. Ekképpen értesülve a kormányzói kegyek fordultáról, Cortés felgyorsította előkészületeit. Amikor a felháborodott Velázquez személyesen jelent meg a kikötőben 1519. február 18-án, az expedíció éppen vitorlabontáshoz készülődött. Rövid szóváltás után a sürgető indulásra hivatkozva Cortés gyakorlatilag zendülőként hagyta el Kubát, bár katonái erről vajmi keveset sejtettek. Az expedíció 11 hajóval, fedélzetükön kb. 100 tengerésszel és 530 katonával (köztük 30 számszeríjász és 12 muskétás), egy orvossal, több áccsal, 8 nővel, pár száz kubai őslakossal valamint néhány néger rabszolgával és felszabadított szolgálóval. A legtöbben még soha életükben nem vettek részt semmilyen hadjáratban, maga Cortés pedig soha nem vezetett hadjáratot.

#### Partraszállás Cozumel szigetén
Cortés rövid időre partra szállt Cozumel szigetén a maják földjén, ahol az őslakók keresztény hitre térítésével próbálkozott, mérsékelt sikerrel. Itt értesült arról, hogy a közelben fehér embererek élnek, akik egy 1511-es, hajótöréssel végződő spanyol expedíció túlélőinek bizonyultak. Két spanyolra bukkantak. Gerónimo de Aguilar, miután maja törzsfőnökétől engedélyt kapott erre, csatlakozott Cortéshez, és a későbbiekben értékes szolgálatot tett mint tolmács és indián-szakértő. A másik túlélő, Gonzalo Guerrero barátja győzködése ellenére sem volt hajlandó elhagyni maja családját és a törzset, amely befogadta. Későbbi forrásokból úgy tudjuk, hogy Guerrero a maják között maradt, sőt segítette őket a spanyol hódítás elleni harcban.

#### Megérkezés aYucatán-félszigetre, Malinche

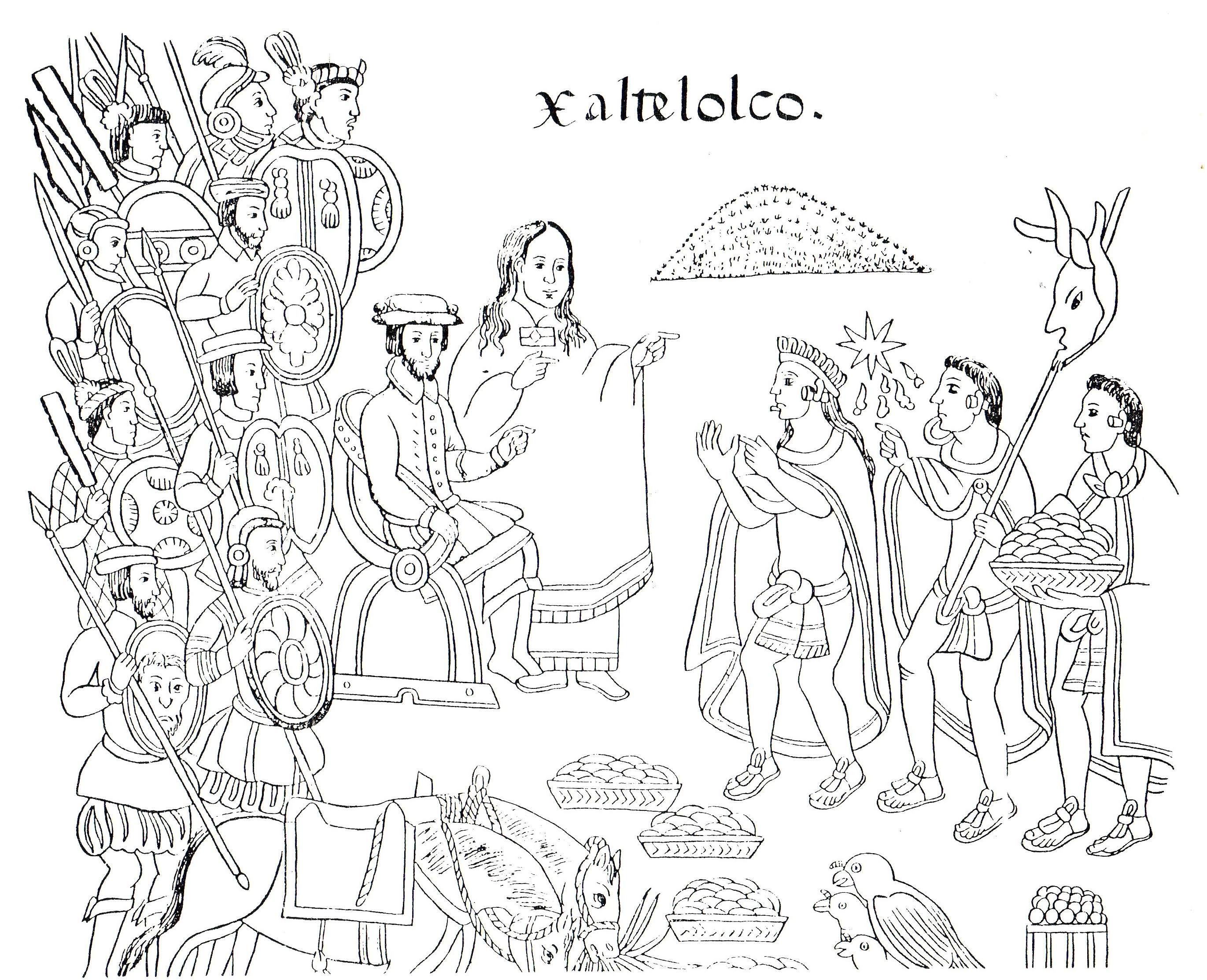
Malinche Cortés szavait tolmácsolja

Cozumelt elhagyva Cortés megkerülte a félsziget csücskét és partra szállt Potonchánnál, ahol egy kevés aranyat találtak. Rábukkantak azonban az aranynál sokkal értékesebb kincsre, Malinche (más írásmóddal Malintzin ill. Doña Marina) azték „hercegnő” személyében, aki 
Cortés tolmácsa és szeretője lett, és kulcsszerepet töltött be a későbbi eseményekben. Fia is született Cortéstől. Kezdetben csak két tolmácson keresztül tudtak az aztékokkal szót érteni (Gerónimo de Aguilar Cortés szavait spanyolról maja nyelvre fordította, majd Malinche ezt tovább fordította navatlra, az aztékok nyelvére. A bonyolult eljárás ellenére a kommunikáció meglepően jól működött.
A mai mexikói nyelvhasználatban La Malinche az áruló szinonimája, olyasvalakié, aki mások szokásait majmolja és elárulja saját népét.

#### La Villa Rica de la Vera Cruz megalapítása

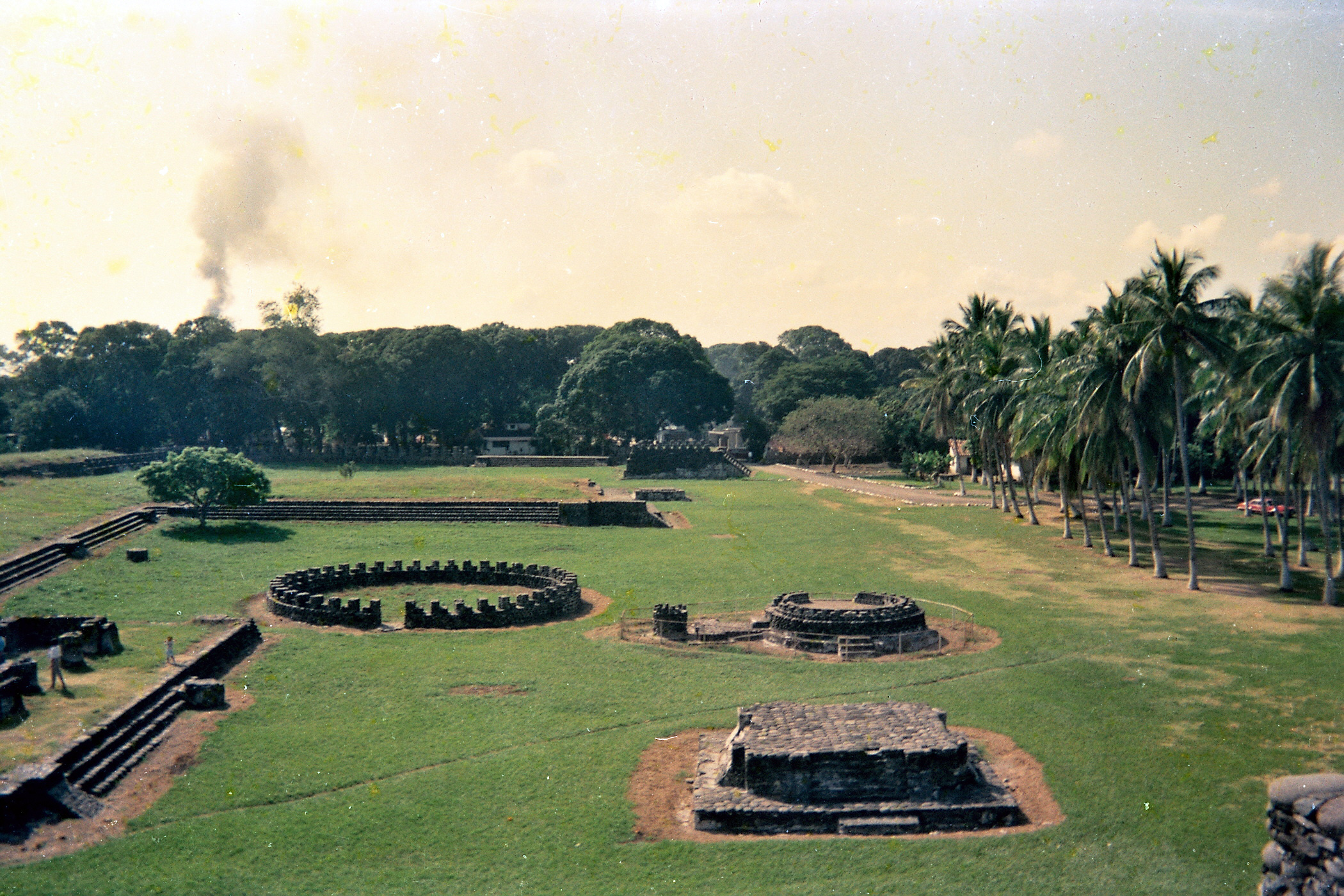
Zempoala, a totonák főváros főterének maradványai.

Az expedíció a mai Veracruz szövetségi állam területén szállt partra, és a sereg a legközelebbi városba, a totonákok által lakott Zempoalába masírozott, ahol a lakosság és a helyi előkelők parádés fogadtatásban részesítették spanyol vendégeiket. A területet az előző század közepén hódította meg az azték birodalom, akik magas adókkal sújtották a totonákokat, és az előkelők gyermekei közül évente áldoztak fel vérszomjas isteneiknek. Cortésnek ezért nem volt nehéz meggyőznie a helyi törzsfőnököt, hogy lázadjon fel urai ellen.
Cortés hivatalosan még mindig zendülő volt akire Kubába vagy Spanyolországba visszatérve börtön és büntetés várt. Ezért ahhoz a trükkhöz folyamodott, hogy megalapította La Villa Rica de la Vera Cruz városát, amelyet spanyol gyarmattá nyilvánított (és így jogilag Velázquez kormányzó fennhatósága alá került). A város „szabadon választott” tanácsa ezután főparancsnoknak nevezte ki a konkvisztádort, aki – jogilag – ismét spanyol parancsnok lett. A trükköt nem Cortés találta ki – Velázquez kormányzó ugyanezt a módszert alkalmazta, hogy Kolumbusztól függetlenítse magát Kubában. A város felépítésében az immár szövetséges totonák segítettek, és Veracruz később a közép-amerikai spanyol gyarmatosítás fontos központjává fejlődött.
Cortés hamar kiismerte a helyi hatalmi viszonyokat. Megtanulta, hogy a föld az Azték Birodalom része volt, amely fölött II. Moctezuma király uralkodott Tenochtitlán városából.Nem sokkal érkezése után azték követek keresték őt fel. Kölcsönösen megajándékozták egymást, de Cortés végül úgy döntött, ráijeszt az azték delegációra tűzfegyvereik erejének demonstrálásával. Néhányukat ki is hívta harcra, de a követek gyorsan elhagyták a területet, hogy jelentsenek Moctezumának. Ezután is érkeztek emberek különféle ajándékokkal, köztük arannyal is (melyet az aztékok nem tartottak sokra). Bár eredeti szándékuk az volt, hogy távoltartsák a spanyolokat a birodalmuktól, ezzel csak azt érték el, hogy felkeltették maguk iránt az érdeklődést.

#### Cortés mint aTollas Kígyó

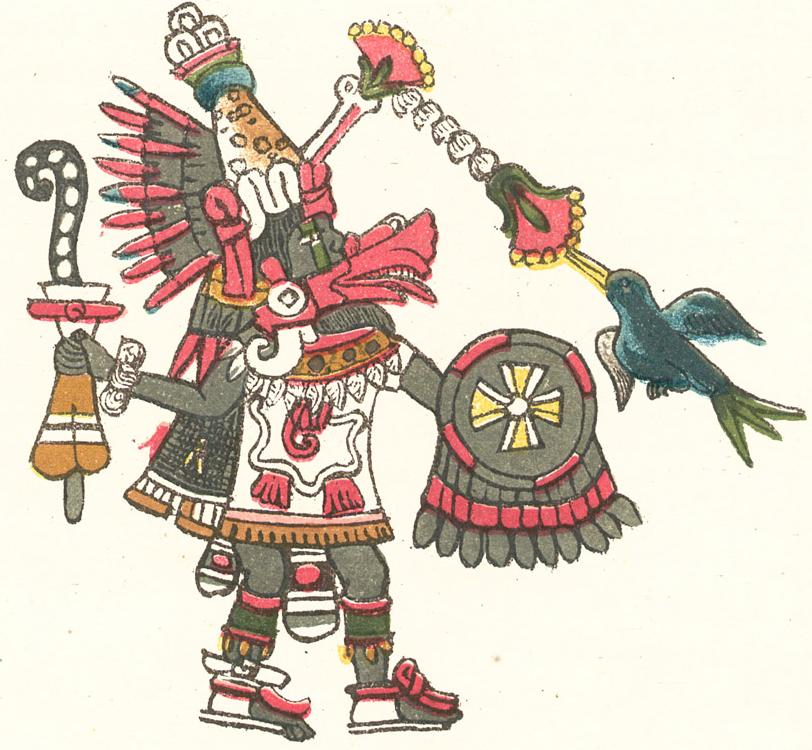
Quetzalcoatl, a Tollas Kígyó a 16. századi Codex Magliabechiano ábrázolásában

A spanyolok szándékát nem ismerve az aztékok jóindulatúan fogadták őket.
V. Károlyhoz írott leveleiben Cortés megemlíti, hogy ekkor jött rá, hogy az indiánok főistenük, Quetzalcóatl a Tollas Kígyó földi hírnökének, vagy magának Quetzalcóatlnak tekintik őt. Az azték hitvilág szerint Quetzalcóatl a világ teremtője és a villámlás ura. Alakját a korábbi tolték civilizációból vették át.
Az indián naptár 52 éves ciklusokban gondolkodott, és az aztékok hite szerint Quetzalcóatl egy ilyen 52 éves periódus kezdetén visszatér népéhez. Cortés szerencséjére 1519 pontosan egy ilyen Ce-Acatl év volt. A modern tudomány azonban nem osztja teljesen ezt a nézetet, sőt egyesek szerint a Cortés-Quetzalcoatl csak utólagos „belemagyarázás”, amellyel az indián történetírók a konkvisztádorok hihetetlen sikereit próbálták indokolni. Vannak akik szerint Quetzalcoatl „földre szállásának” mítosza is csak utólag, a Krisztus-metafora hatására került be a vallásba. Ismét mások szerint az aztékok Cortésben és követőben egyszerűen csak az általuk tisztelt toltékok leszármazottait látták, ezért kezelték őket kitüntetett figyelmességgel.

#### A hajók megsemmisítése
A Velázquez kormányzóhoz még mindig hű csapatok szervezkedni kezdtek, hogy hatalmukba kerítsék az egyik hajót, és visszatérjenek Kubába.
Hogy ezt megakadályozza, Cortés meglékeltette és elsüllyesztette az összes hajót (kivéve az egyik legkisebbet), azzal a – nem túl életszerű – indokkal, hogy a hosszú út során elvesztették tengerállóságukat, és megjavításukra nincs lehetőség. Az egyetlen megmaradt hajóra felrakták a zsákmány egyötödét (a kor szokása szerint ez az uralkodót illette), és elindították Spanyolország 
irányába, hogy megszerezzék az udvar jóindulatát enyhén szólva kétes legitimitású helyzetükben.
Ezután, más lehetőségük nem lévén az expedíció megkezdte menetelését Tenochtitlán, az azték főváros irányába. Csatlakozott hozzájuk 40 totonák törzsfőnök kb. 13 000 harcossal és további 200 teherhordó bennszülött, akik az ágyúk vontatásában is részt vettek. Ezek az indiánok jól bírták a partvidék esőerdőinek trópusi klímáját, de a hegyek közé érve borzasztóan szenvedtek a hidegtől és a magashegyi időjárás más kellemetlenségeitől.

#### SzövetségTlaxcalával

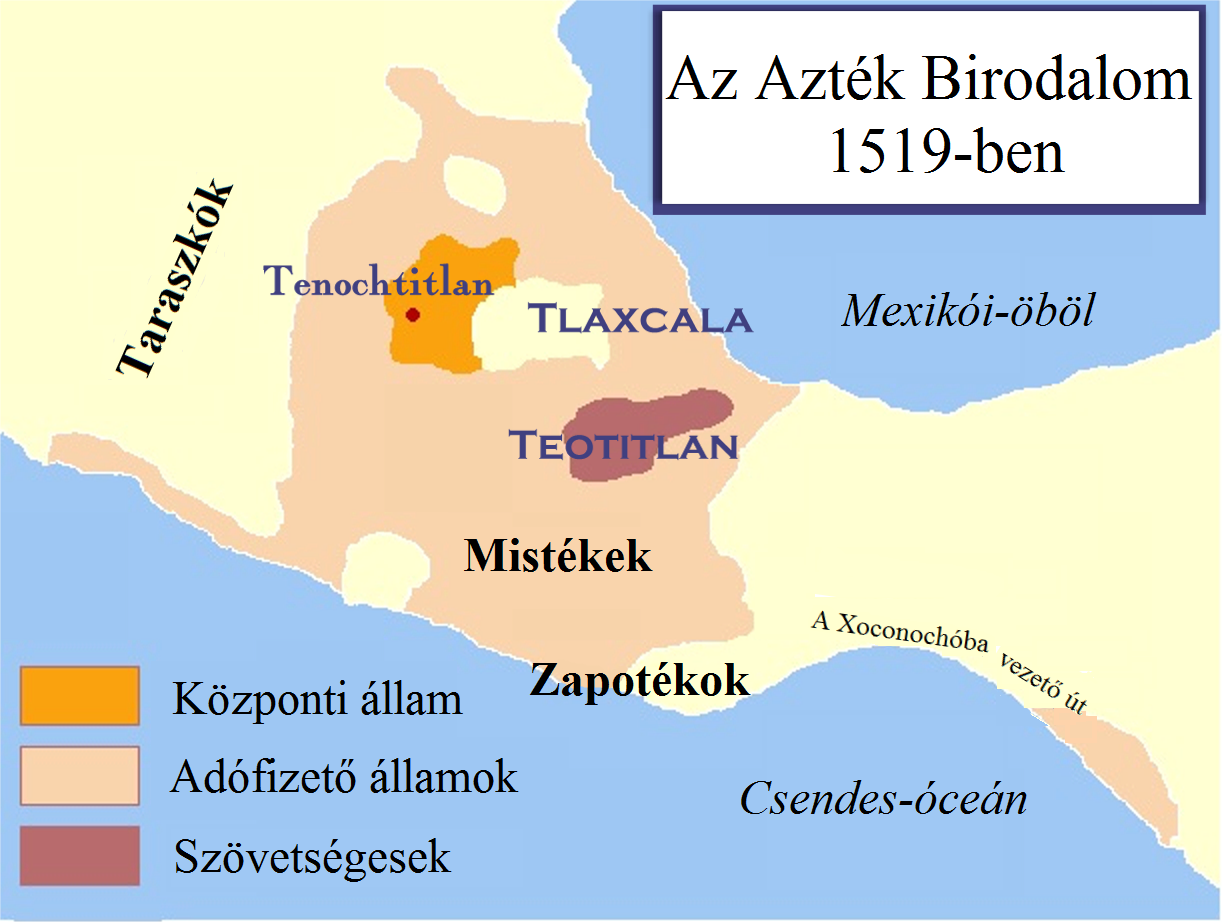
Az azték birodalom a spanyol hódítás előtt

Az expedíció megérkezett Tlaxcala városához, amely egy kb. 200 városállamból álló szövetség legjelentősebb városa volt. A szövetség már több mint 100 éve változó intenzitású háborúban állt az aztékokkal. Tudták, hogy az erősebb aztékok előbb-utóbb diadalmaskodni fognak. Egyes elméletek szerint az aztékok szándékosan lassították hódításuk ütemét, hogy ki ne fogyjanak a feláldozható hadifoglyokból.
Tlaxcala lakói kezdetben ellenségesen fogadták a spanyolokat, és több kisebb összecsapást vívtak, amelyek következtében az expedíció egy könnyebben védhető dombtetőre menekült, ahol az indiánok bekerítették őket. Bernal Diaz del Castillo szerint, aki Cortésszel harcolt, az indiánok olyan jól ügyesen küzdöttek, hogy ha a csata folytatódik, a spanyolok biztos odavesznek. A tlaxcalai hadvezérek azonban felismerték, hogy az aztékok ellen értékes szövetségeseket nyerhetnek a keményen harcoló spanyolokban. 1519. szeptember 18-án Cortés bevonult Tlaxcalába és megkötötték a szövetséget. Az aztékokkal vívott hosszú háború miatt a város szegény volt még élelmiszerben és alapvető cikkekben is, így a spanyolok megmenekültek a mohóság kísértéseitől. A sereg 20 napot töltött a városban, ahol jó viszony alakult ki a spanyolok és indiánok között. Cortés megparancsolta, hogy katonái ne lépjenek a templomokba és a város bizonyos részeibe, és csak azt volt szabad elvenniük, amit az indiánok önként ajánlottak fel.
Cortés (legalábbis saját beszámolói szerint) sikereket ért el az uralkodó osztály keresztény hitre térítésében is, és a város négy fő vezetője megkeresztelkedett. Minden bizonnyal a többistenhívő indiánok számára vajmi kevés problémát jelentett a keresztények Istenének felvétele panteonjukba.
A városlakók és Cortés szövetségét további ajándékokkal és formalitásokkal pecsételték meg.

#### Az expedíció továbbindulCholulafelé

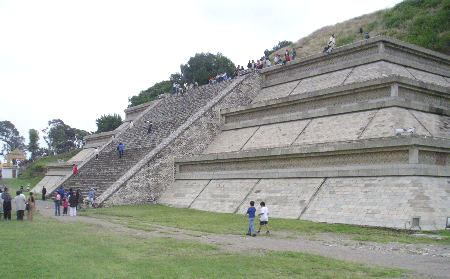
Teocalli (templom-piramis) Cholulában.

Amíg Cortés Tlaxcalában időzött, többször fogadott azték delegációkat, akik arra próbálták rávenni, hogy hagyja ott Tlaxcalát, a „szegények és tolvajok városát”, és látogasson el a közeli Cholula városába, amely ekkor Közép-Amerika második legnagyobb városa és az aztékok ősi vallási központja volt. Azt gondolták, hogy egy hatalmas, hű azték alattvalók által lakott városban jobban szem előtt tudják tartani az egyre kellemetlenebbé váló idegeneket. Cortés csapdát sejtett, és követeket küldött a városba, hogy puhatolják ki az aztékok szándékát.
Mindeközben Tlaxcala urai arról győzködték a konkvisztádort, hogy vonuljanak Huexotzingo városába, amely egy másik, jelentős azték-ellenes központ volt, és további szövetségeseket nyerve terjesszék ki az azték-ellenes háborújukat. 
Cortés, nem akarván felbőszíteni az aztékokat, elhatározta, hogy Choulába megy, de magával vitt egy csapat tlaxcalai szövetségest is.
Két megbízható spanyol társát követként előreküldte Tenochtitlán, az azték főváros felderítésére. A két követ gyalogszerrel indult útnak, mert Cortés nem kockáztathatta meg egyetlen ló elvesztését sem, és azt sem akarta, hogy az aztékok kiismerjék az állatokat. A lovat nem ismerő indiánok szemében a páncélos spanyol lovasok félelmetes szörnyeknek tűntek, és - mint az a későbbi csatákban bebizonyosodott - egy kis csapat spanyol lovas több ezernyi indián harcossal ért fel.
1519. október 12-én Cortés mintegy 3.000 tlaxcalai kíséretében Choulába vonult.

#### A cholulai vérfürdő

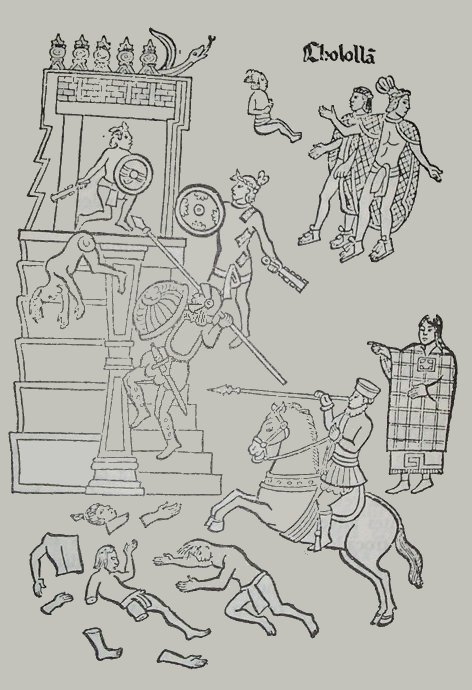
A cholulai vérfürdő

Nem tudjuk pontosan mi történt Choulában. Minden részt vevő fél (a spanyolok, az aztékok és a tlaxcalaiak) meglehetősen eltérő beszámolóval állt elő, azonban a mészárlás tényét egyikük sem vitatta.
Valószínűleg az történt, hogy Moctezuma fel szerette volna tartóztatni a spanyolokat a városban, és ehhez a helyi főpapságot igyekezett felhasználni. Cholula az akkori közép-amerikai kultúrák szent városa volt, és mint ilyen nem rendelkezett hadsereggel, de papjait mindenhol tisztelték.
A spanyol verzió szerint Malinche arról tájékoztatta Cortést, hogy a papok azt tervezik, hogy ünnepségeket rendeznek a spanyolok tiszteletére, majd ez után éjszaka, álmukban meggyilkolják őket.
Cortés, ezt megelőzendő, barátságot színlelve vonult be a városba, ahol foglyul ejtette annak vezetőit, és a nemesek és törzsfőnökök módszeres lemészárlásához fogott, valamint felgyújtatta a várost. A konkvisztádorok beszámolói 3.000 és 30.000 közötti áldozatról beszélnek.
A tlaxcalai verzió szerint a cholulaiak a diplomácia szabályait felrúgva elfogták és megkínozták követüket, így jogos bosszút álltak spanyol szövetségeseik segítségével. Az azték krónikák szerint az egész a tlaxcalaiak műve volt, ők biztatták fel Cortést a vérengzésre.
A város pusztulásának hamar híre ment. Az indiánok megrémültek a spanyolok kegyetlenségétől és attól, hogy a szent helyeket sem tisztelik, így ezután sok város harc nélkül adta meg magát a konkvisztádoroknak. Cortés újabb követeket küldött Moctezumához, akik elmagyarázták, hogy Cholula népe tiszteletlenül bánt a spanyolokkal, ezért azt kapták, amit megérdemeltek. A követek hangsúlyozták, hogy senkinek nincs oka félelemre, aki tisztelettel és barátsággal fordul hozzájuk, és barátságát ajándékok (és főleg arany) küldésével fejezi ki.

### Tenochtitlán

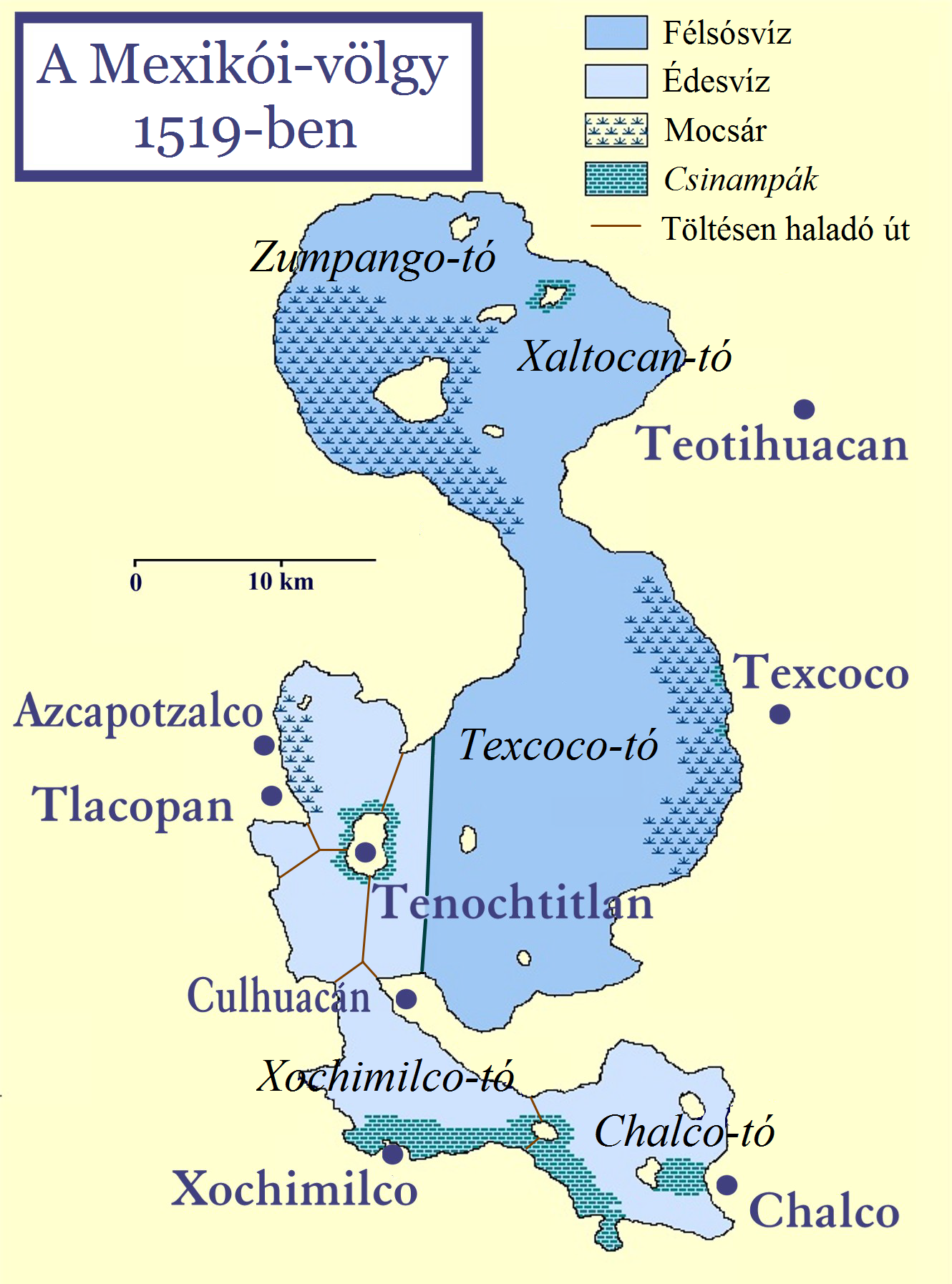
A Mexikói-völgy a spanyol hódításkor

Cholula után Cortés csapata az azték főváros, Tenochtitlán felé vette az irányt. Csaknem három hónapig tartott, mire megérkeztek a szárazföld belsejében, magas hegyek mögött, 2200 m magasan fekvő városhoz. Tenochtitlán ekkoriban a világ legnagyobb városainak egyike volt, Európában csak Konstantinápoly múlta felül. A város lakossága ekkor 2-300 ezer fő lehetett.

#### Moctezuma sorsa
A spanyol krónikák szerint (amelyek hihetősége erősen kétes) Moctezuma személyesen üdvözölte Cortést és a legmagasabb szintű figyelmességgel és pompával halmozta el, például személyesen borította el a saját kertjéből származó virágokkal (ezeknek az azték kultúrában különleges jelentősége volt). 

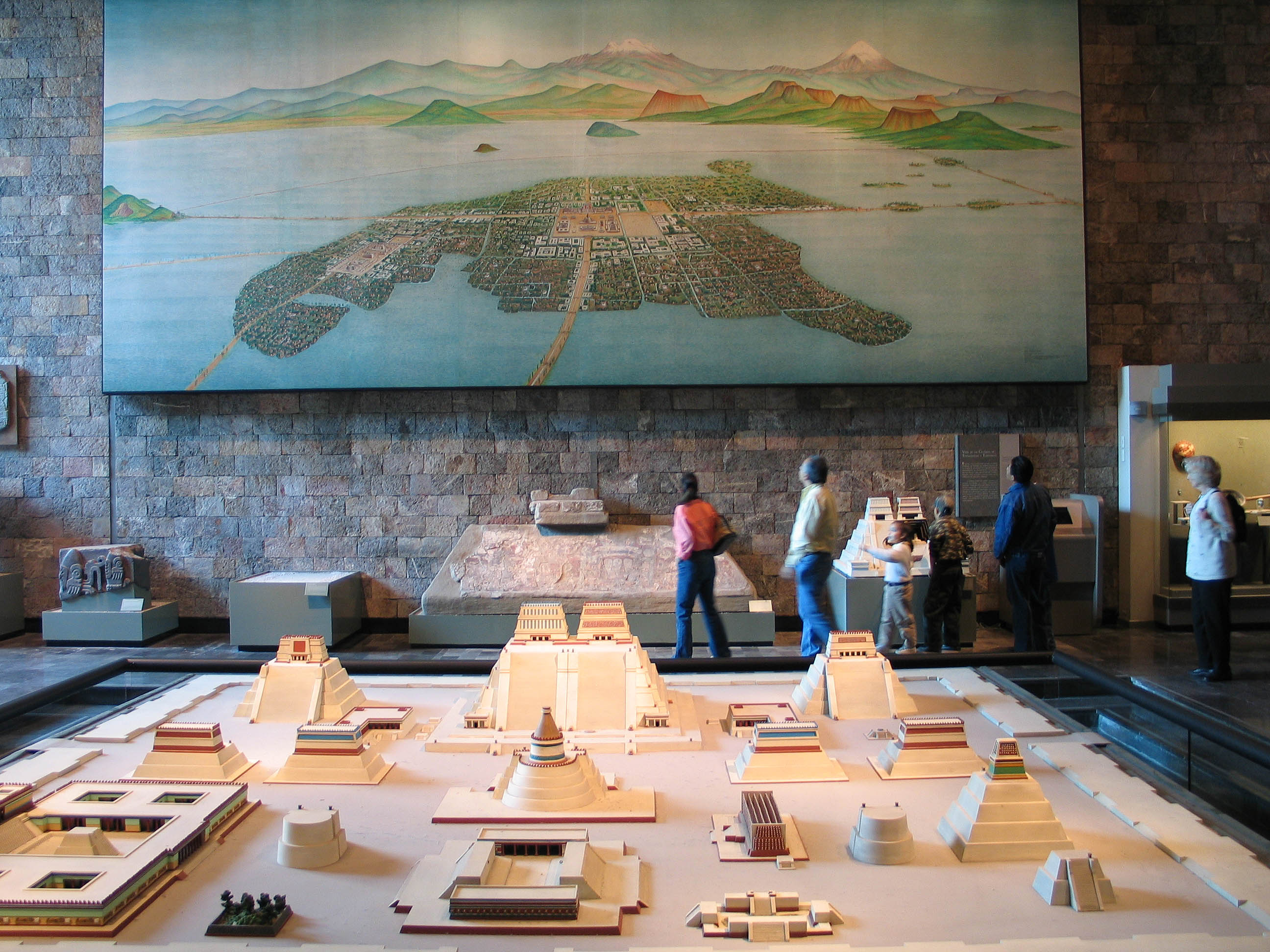
Tenochtitlán makettje a háttérben a város térképével

A spanyolokat és szövetségeseiket Moctezuma apjának palotájában szállásolták el, és igyekeztek mindenben a kedvükben járni. Cortés követeléseit, hogy döntsék le a Nagy Templompiramis tetején álló istenszobrokat, állítsanak keresztény szentélyeket a helyükbe és súrolják le a templomot borító embervért, haladéktalanul teljesítették. További ajándékokat és aranyat követeltek V. Károly számára, amelyeket az időt nyerni próbáló aztékok szintén szó nélkül teljesítettek. Cortés ezután egy merész húzással Moctezuma palotájába ment, elfogatta és megláncoltatta az uralkodót. Az aztékok megrémültek, és nem tudták mit tegyenek. Cortés váratlan sikerében valószínűleg szerepet játszott az is, hogy az azték hagyománytól eltérő uralkodási módszerei miatt Moctezuma és az azték főnemesség viszonya feszült volt, és az adminisztráció nem tett meg mindent megmentésére.
Cortés megígérte, hogy váltságdíj fejében szabadon bocsátja az uralkodót: elképesztő mennyiségű aranyat követelt, látszólag teljesíthetetlenül rövid idő alatt. Az aztékok leszállították a kért mennyiséget, Cortés „természetesen” megtagadta a szerencsétlen uralkodó szabadon bocsátását.

#### A Narváez-expedíció
Cortés hírül vette, hogy a partvidéken egy, az övénél jóval erősebb spanyol expedíció jelent meg, Pánfilo de Narváez parancsnoksága alatt.
A sereget Velázquez kormányzó küldte, azzal a céllal hogy aknázzák ki Cortés sikereit, térítsék vissza embereit a kormányzó hűségére, és nem utolsósorban hogy tartóztassák le Cortést, és vigyék vissza Kubába, ahol bíróság elé állították volna zendülés és parancsmegtagadás vádjával.
Cortés nehéz helyzetbe került. Tenochtitlán népe egyre jobban zúgolódott és az aztékok is kezdték kiismerni a spanyolokat. Látta, hogy nem sokáig maradhat a városban, és nincs igazán hova visszavonulnia. A kormányzó kezei között a lefejezés várt volna rá, az aztékok pedig csatában vagy más módon tették volna el láb alól.
Élete legvakmerőbb húzásával kettéosztotta seregét, Tenochtitlánban mindössze 140 embert hagyott alvezére, Pedro de Alvarado alatt, a maradék kettőszázhatvan katonájával pedig visszaindult a part felé. Narváez serege kb. 900 friss, jól felszerelt katonából állt. Merész éjszakai támadással meglepte a gyanútlan ellenséges tábort és foglyul ejtette Narváezt, és bekerítette katonáit. Narváez egyik szemére megvakult az összecsapás során.
Cortés és katonái beszámoltak a foglyul ejtett spanyoloknak az aztékok és fővárosuk mesés gazdagságáról. A katonák - egyéb választásuk nem lévén - lelkesen csatlakoztak Cortéshez. Az egyesült sereg hihetetlen viszontagságok közepette rekordtempóban sietett vissza Tenochtitlánba a Sierra Madre Oriental hegységein keresztül.

#### Azték felkelés, aszomorú éjszaka
Miközben Cortés Narváezzel hadakozott, Alvarado és a városban maradt maroknyi spanyol helyzete egyre kilátástalanabbá vált. Az azték főurak, akik amúgy is nagyon rossz szemmel nézték uralkodójuk gyáva viselkedését, szervezkedni kezdtek a spanyolok ellen. Alvarado a már Cholulában jól bevált megelőző taktikához folyamodott, és amikor az azték főurak egy vallási ünnepen a tenochtitláni fő templompiramisban mulattak, katonáival meglepte és lemészárolta őket.
Mire Cortés visszaért a városba, annak lakói egy emberként keltek fel a spanyolok ellen, és beszorították őket a szállásukul szolgáló palotába. Cortés hiába próbálta a még mindig fogoly Moctezumát felhasználni alattvalói lecsillapítására. A felháborodott aztékok beszéde közben úgy megdobálták kövekkel szerencsétlen uralkodójukat, hogy az pár nap múlva belehalt sérüléseibe (más verzió szerint Cortés gyilkoltatta meg az immár hasznavehetetlen istenkirályt).
Moctezuma halála után az aztékok megválasztották öccsét, Cuitláhuacot uralkodónak, aki a spanyolellenes harcok élére állt és lelkesen szervezte az ellenállást. Az indiánok lerombolták a városból kivezető nagy hidat, valamint a város számos csatornáján átvezető kisebb hidakat.
A spanyolok felkészültek a kitörésre, és hordozható fahidat szerkesztettek a csatornákon való átkelésre. A spanyolok megpróbálták minden kincsüket magukkal vinni - különösen a Narváez seregéből származó tapasztalatlan katonák terhelték meg magukat annyi rablott arannyal, amennyit csak elbírtak.
A kitörés 1520. július 1-jének viharos, esős éjszakáján indult meg. Az eső használhatatlanná tette a számszeríjakat és tűzfegyvereket, de a spanyolok bíztak gyorsaságukban és abban, hogy ameddig csak lehet, észrevétlenek maradnak.
A hordozható híd az első csatornánál beleragadt a sárba, az aztékok felfedezték a kitörést, és a házakból, az utcákról és kenukon a vízről is a spanyolokra és indián szövetségeseikre támadtak. Az éjszakai viharban pánik tört ki, Cortés és a lovasok előrevágtattak, a spanyol sereg zömét képező gyalogosok pedig megpróbálták átvágni magukat az aztékok tömegein. A katonákat lehúzta a magukkal vitt arany, sokak közülük a sárba és a csatornákba fulladtak, a többiekkel az aztékok végeztek. Mexikóvárosban a mai napig Salto de Alvaradónak hívnak egy utcát, melynek helyén egykor csatorna volt, amit a spanyol alvezér a legenda szerint menekülés közben átugrott.
A spanyolok vesztesége kb. 600 fő volt, tlaxcalai szövetségeseik pedig több ezer harcost veszítettek.
Cortés zokogott, amikor elérte a szárazföldet és meglátta mi maradt seregéből. Az éjszaka a „szomorú éjszaka” (La noche triste) néven került bele a spanyol történelembe.

#### Menekülés Tlaxcalába
A vert sereg maradéka Tlaxcala felé vonult vissza, miközben az aztékok üldözték őket, és hatalmas (több, mint százezer fős) sereget gyűjtöttek, hogy egyszer és mindenkorra leszámoljanak a vakmerő konkvisztádorokkal. 1520. július 8-án, egy héttel a szomorú éjszaka után a sereg Otumbánál beérte a spanyolokat. Miközben a megtizedelt spanyol gyalogság kétségbeesetten próbálta feltartani az indián harcosok tömegeinek rohamát, Cortés maradék 20 lovasa élén betört az azték sorok közé, átvágta magát a fővezérig, és megölte a díszes ruhába öltözött generálist. Ezt látva az aztékok pánikba estek, a hatalmas sereg felbomlott és szétfutott.
Cortés megtépázott csapatai élén visszatért Tlaxcalába, ahol végre biztonságban megpihenhettek. A katonák mindegyike sebesült volt, és már csak 20 lovuk maradt. Az aztékok követeket küldtek Tlaxcalába, és közös nyelvükre és vallásukra hivatkozva szövetséget ajánlottak a tlaxcalaiaknak, és megpróbálták elérni, hogy azok szolgáltassák ki a spanyolokat nekik. Cortés minden diplomáciai képességét latba vetve szintén szövetséget ajánlott vendéglátóinak, nekik ígérte Cholula és Tenochitlán városait, szavatolta, hogy örökre mentesülnek a spanyol koronának való adófizetés alól, illetve hogy az elkövetkező hadjárat zsákmányából ugyanúgy részesülnek majd, mint a spanyolok.
Tlaxcala vezetői Cortés ajánlatát fogadták el. A spanyolok csak addig tartották be a szerződést, amíg a tlaxcalai csapatok mellettük harcoltak bennszülött társaik ellen. Egy pár évtizedig még valamivel jobban bántak ugyan velük, mint a meghódított népekkel, de az évszázad végére már ők is a spanyol gyarmatbirodalom ugyanolyan nyomorúságos alattvalói lettek, mint korábbi ellenfeleik.

#### Tenochtitlán ostroma és végzete
Az egyesült spanyol-tlaxcalai seregek egymás után kényszerítették meghódolásra az azték uralom alatt álló városokat, kit szép szóval, kit erőszakkal. A birodalom gyors felbomlását elősegítette, hogy sok város még friss azték hódítás volt, és a lakosok maguk is ellenségesen viseltettek korábbi uraik iránt.
1520-ban kitört az első nagy feketehimlő-járvány, amely Narváez egyik rabszolgájával jutott be Tenochtitlánba. A betegséggel szemben védtelen indiánok a sűrűn lakott városokban milliószám pusztultak el, az életben maradottak közül pedig sokan egyszerűen éhen haltak, mert még arra sem maradt elég egészséges ember, hogy a városokat élelmiszerrel lássák el. A járvány először Tenochtitlánban dühöngött, majd városról városra terjedt. Ahol megjelent a betegség, a lakosság kb. 40%-a rövid időn belül elpusztult. A birodalom nagy megrázkódtatás utáni újjászervezésén tevékenykedő Cuitláhuac a himlő áldozata lett, hasonlóan több millió alattvalójához. Cortés háborítatlanul készülhetett a végső leszámolásra. 1521 februárjában seregével megjelent a Tenochtitlánt körülvevő tó partján, és hajóácsaival 13 hadihajó készítésébe kezdett. Veracruz városából folyamatosan érkeztek az erősítések (ezek legtöbbjét ironikus módon a Narváez-expedíció után küldték, mivel Cortés még mindig kegyvesztett volt). Kiemeltette a korábban szándékosan elsüllyesztett hajók használható alkatrészeit is. Az ostrom kezdetén Cortésnek 86 lovasa, 118 lövésze (számszeríjászok és muskétások), és kb. 700 lándzsás-kardos gyalogosa volt. A spanyol erőkön felül a krónikák szerint mintegy 75 000 indián szövetségesre is számíthatott.
A spanyolok több csoportra osztották seregüket, bekerítették a várost és elvágták a hidakat és a vízvezetéket (a tó, amelyre a város épült, sós vizű volt, ezért az ivóvizet úgy kellett a városba hozni). Az ostrom során mind a védők, mind a támadók többször taktikát változtattak. Az aztékok sikerrel alkalmazták hatalmas kenu-flottájukat, azonban a bekerítésből nem tudtak tartósan kitörni, így utánpótlási problémáik kritikussá váltak.
Mindkét fél elkeseredett diplomáciai küzdelmet folytatott a környező népek szövetségének elnyerésére. A spanyoloknak teherhordókra és élelmiszerre volt szükségük az indián segédcsapatok mellett, az aztékoknak pedig élelmiszer-szállítmányokra (és ezek átjuttatására az ostromgyűrűn) volt a legnagyobb szükségük. A város és a tó nagy kiterjedése miatt a harc folyamatos mozgóháború volt, és mindkét fél jó hasznát vette vízi járműveinek.
A harcok pillanatnyi állásának megfelelően több, valamelyik harcoló féllel szövetséges környékbeli törzs is megkísérelte az átállást a másik oldalra. A spanyolok minden ilyen kísérletet kegyetlenül megtoroltak.
Az éhség, a szomjúság és a friss csapatok hiánya végül kezdte megtörni az aztékok erejét. (A spanyolok több-kevesebb utánpótlást folyamatosan kaptak Veracruzból, és szövetségeseik bőségesen ellátták őket élelemmel). A védők visszaszorultak az egyik kisebb szigetre, és kétségbeesett utcai harcok kezdődtek, szinte minden házat a végsőkig védtek. A spanyolok indián szövetségesei még így, legyengülve és sarokba szorítva sem bírtak a pár évtizede az egész Közép-Amerikát meghódító azték harcosokkal - a legtöbb összecsapásban az aztékok kerekedtek felül, míg aztán a spanyol gyalogság megjelenése el nem döntötte a harcot.
Augusztus 13-án az új uralkodó, Cuauhtémoc kapitulált. A spanyolok befejezték az ostrom során csaknem teljesen megsemmisült város kirablását és elpusztítását. Cuauhtémoc-ot Cortés saját kezűleg kínozta meg, hogy kiszedje belőle a szomorú éjszaka során elveszett rengeteg kincs rejtekhelyét. Cuauhtémoc néma maradt, a kincsek pedig mindörökre a város romjai között maradtak. A szerencsétlen uralkodót Cortés később felakasztatta.
Az ostrom után a spanyolok megkezdték a tó feltöltését és a mai Mexikóváros alapjainak lerakását, amely az elpusztított Tenochtitlán helyén épült.
Becslések szerint mintegy 240 000 ember, a város szinte teljes felnőtt lakossága pusztult el az ostrom alatt.

### A birodalom és Közép-Amerika gyarmatosítása

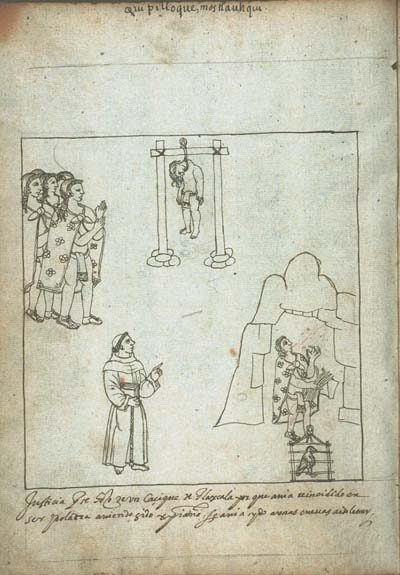
Spanyol hittérítés és gyarmatosítás a 16. században

A spanyol korona 1524-ben megkezdte a gyarmati adminisztráció kiépítését, és V. Károly 1535-ben nevezte ki Új-Spanyolország első alkirályát, Antonio de Mendozát.

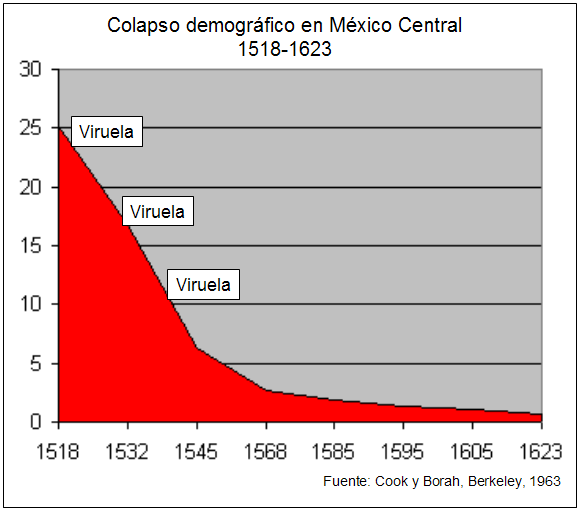
Mexikó lakosainak száma 1518-1623. A fehér négyszögek a nagyobb járványokat jelzik

Az azték birodalom összeomlása kezdetben kevéssé érintette a többi indián kultúrát. A törzsek, városok többsége inkább örült az addig mindenkit maga alá gyűrni igyekvő, könyörtelen aztékok bukásának, és a spanyolok szövetségét, barátságát kereste. Azt gondolták, hogy a kis számú spanyol jelenléte nem befolyásolja érdemben kialakult kultúrájukat, és a politikai rend visszaáll nagyjából az aztékok felemelkedése előtti állapotára.
Az aztékok leigázását követő 60 évben azonban a konkvisztádorok fokozatosan leigázták Közép-Amerika indián kultúráit. Ezt elsősorban a szubkontinensen végigsöprő három nagy himlőjárvány segítette elő, amelyek a lakosság 75-90%-ának pusztulását okozták, és önmagukban a legtöbb kultúra és államszervezet összeomlását okozták.

### Az indiánok sorsa a Spanyol Birodalomban
Kezdetben maga Cortés is arra törekedett, hogy a meglévő (azték) államszervezetet felhasználva csak annak legfelső rétegét cserélje le. Sok azték főnemes spanyol nemesi rangot kapott, megtanult spanyolul és pozícióját megtartva segítette új urait. Néhányuk papírra vetette visszaemlékezéseit is, ezek ma fontos történeti források.
Sok konkvisztádor szintén főnemesi ranghoz és hatalmas hűbérbirtokokhoz jutott az Újvilágban, és indián jobbágyait könyörtelenül sanyargatva próbált új birtokaiból minél több pénzt kisajtolni.
„Azért jöttem az Újvilágba, hogy birodalmakat hódítsak meg, aranyat és dicsőséget szerezzek, nem pedig, hogy a földet túrjam, mint egy paraszt” – foglalta össze sokuk gondolatait Francisco Pizarro.
Jobbágyaikat a végkimerülésig dolgoztatták az arany- és az újonnan felfedezett ezüstbányákban is. Ez a bánásmód, a járványokkal együtt olyan mértékű népességfogyáshoz vezetett, hogy rövidesen fekete afrikai rabszolgák behozatalára volt szükség.
Spanyol misszionáriusok tömegei érkeztek a gyarmatokra, hogy befejezzék az új alattvalók katolikus hitre térítését. A régi szokások ápolóit üldözték, betiltották még az indián áldozatokon szokásos hagyományos ünnepi ételek fogyasztását is. Templomokat, szobrokat romboltak le, és elégették az azték krónikákat (annak ellenére, hogy ezek már a hódítás után keletkeztek, latin ábécével írva, navatl, spanyol sőt latin nyelven).
Rövidesen betiltották azt is, hogy az indiánok írni-olvasni tanuljanak, sőt megtiltották a jobbágyoknak, hogy spanyolul tanuljanak.